# Orazio Ariosto

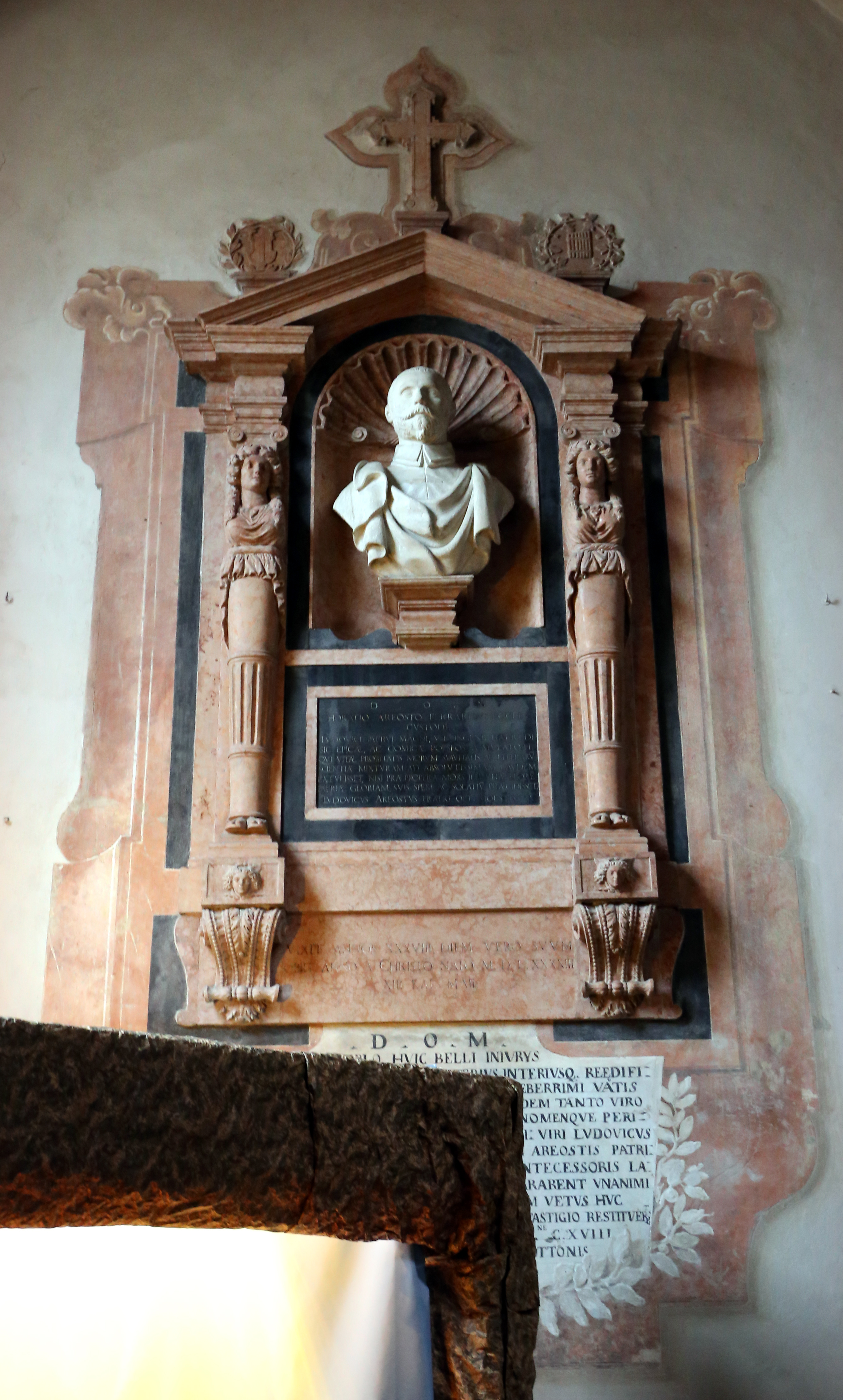
Ferrara, Monumento funebre di Orazio Ariosti.

Stemma degli Ariosti

Orazio Ariosto (Ferrara, 1º novembre 1555 – Ferrara, 19 aprile 1593) è stato un letterato italiano.

## Biografia
Pronipote di Ludovico Ariosto, partecipò alla polemica sollevata nel 1584 da Camillo Pellegrino, che sosteneva la superiorità della Gerusalemme liberata sull'Orlando Furioso e dunque di Torquato Tasso su Ludovico Ariosto.
Ariosto, peraltro amico di Torquato Tasso, sostenne che le due opere fossero semplicemente inconfrontabili e incommensurabili per la diversità degli argomenti e dei personaggi.
Nel 1576 finì in carcere per una baruffa giovanile, ma in pochi anni si redense e nel 1587 divenne canonico.
Fu discreto poeta e scrisse un poema, Alfeo, di cui rimane solo un frammento.